# Liste deutscher Luftfahrtbehörden
Diese Liste deutscher Luftfahrtbehörden führt die Luftfahrtbehörden innerhalb der Bundesrepublik Deutschland. Die zivile Luftverkehrsverwaltung wird als Bundesverwaltung geführt Art. 87d GG. Dabei werden mit dem § 31 Luftverkehrsgesetz Teile als Auftragsverwaltung an die Länder vergeben. Deshalb gibt es Luftfahrtbehörden auf Bundesebene und in den Ländern. Darüber hinaus sind einzelnen Aufgaben an beliehene Unternehmen und Verbände vergeben worden. Sie sind damit keine Behörden, nehmen aber durch die Beleihung oder Beauftragung hoheitliche Aufgaben wahr.
Die Militärische Luftfahrt in Deutschland wird in eigener Zuständigkeit vom Bundesministerium der Verteidigung verwaltet.

## Luftfahrtbehörden des Bundes
Die Ministerien und Verwaltung auf Bundesebene führen die Rechts- und Fachaufsicht über die Landesbehörden und die Beauftragten Unternehmen und Verbände durch. Sie führen Zulassungen, Genehmigungen und Aufsicht in den Bereichen Fluggastrechte, Luftfahrtunternehmen, Ausbildungsorganisationen, Flugunfälle und Pilotenlizenzen durch. Zudem sind sie gegenüber der Europäischen Union für die einheitliche Umsetzung der EU-Verordnungen verantwortlich, da der Luftverkehr europarechtlich geregelt wird.
| Zuständiges Ministerium                                  | Fachbehörde                                         |  |
| -------------------------------------------------------- | --------------------------------------------------- |  |
| Bundesministerium für Verkehr und digitale Infrastruktur | Luftfahrt-Bundesamt                                 |  |
| Bundesministerium für Verkehr und digitale Infrastruktur | Bundesaufsichtsamt für Flugsicherung                |  |
| Bundesministerium für Verkehr und digitale Infrastruktur | Bundesstelle für Flugunfalluntersuchung             |  |
| Bundesministerium für Verkehr und digitale Infrastruktur | Flughafenkoordination Deutschland GmbH (Beliehener) |  |
| Bundesministerium der Verteidigung                       | Luftfahrtamt der Bundeswehr                         |  |

## Landesluftfahrtbehörden
Landesluftfahrtbehörden nehmen Verwaltungsaufgaben wahr, welche die Verwaltung auf Bundesebene nicht direkt selbst ausführt. Dazu gehört die Genehmigung und Überwachung des Betriebs von
- Flugplätzen,
- unbemannte Fluggeräten
- Luftfahrtveranstaltungen
- Durchführung der Luftaufsicht vor Ort
- Zuverlässigkeitsüberprüfung
- Verwalten der Pilotenlizenzen, welche auf Sichtflug beschränkt sind

In den Ländern Bremen, Hamburg, Mecklenburg-Vorpommern und Saarland ist die oberste Landesbehörde zugleich Fachbehörde für Luftfahrt.
| Bundesland             | Zuständiges Ministerium                                                           | Fachbehörde |
| ---------------------- | --------------------------------------------------------------------------------- | --- |
| Baden-Württemberg      | Ministerium für Verkehr                                                           | Regierungspräsidium Stuttgart                                                                                     |
| Bayern                 | Bayerisches Staatsministerium des Innern, für Sport und Integration               | Regierung von Oberbayern Luftamt Südbayern Zuständigkeit: Oberbayern, Niederbayern, Schwaben                      |
| Bayern                 | Bayerisches Staatsministerium des Innern, für Sport und Integration               | Regierung von Mittelfranken Luftamt Nordbayern Zuständigkeit: Oberfranken, Mittelfranken, Unterfranken, Oberpfalz |
| Berlin                 | Senatsverwaltung für Umwelt, Verkehr und Klimaschutz                              | Landesamt für Bauen und Verkehr (LBV) Brandenburg Gemeinsame Obere Luftfahrtbehörde Berlin-Brandenburg (LuBB)     |
| Brandenburg            | Ministerium für Infrastruktur und Landesplanung                                   | Landesamt für Bauen und Verkehr Brandenburg Gemeinsame Obere Luftfahrtbehörde Berlin-Brandenburg (LuBB)           |
| Bremen                 | Senator für Wirtschaft, Arbeit und Häfen                                          | |
| Hamburg                | Behörde für Wirtschaft, Verkehr und Innovation                                    | |
| Hessen                 | Hessisches Ministerium für Wirtschaft, Energie, Verkehr und Wohnen                | Regierungspräsidium Darmstadt                                                                                     |
| Hessen                 | Hessisches Ministerium für Wirtschaft, Energie, Verkehr und Wohnen                | Regierungspräsidium Kassel                                                                                        |
| Mecklenburg-Vorpommern | Ministerium für Energie, Infrastruktur und Digitalisierung                        | |
| Niedersachsen          | Niedersächsisches Ministerium für Wirtschaft, Arbeit, Verkehr und Digitalisierung | Niedersächsische Landesbehörde für Straßenbau und Verkehr                                                         |
| Nordrhein-Westfalen    | Ministerium für Wirtschaft, Energie, Bauen, Wohnen und Verkehr                    | Bezirksregierung Düsseldorf                                                                                       |
| Nordrhein-Westfalen    | Ministerium für Wirtschaft, Energie, Bauen, Wohnen und Verkehr                    | Bezirksregierung Münster                                                                                          |
| Rheinland-Pfalz        | Ministerium für Wirtschaft, Verkehr, Landwirtschaft und Weinbau                   | Landesbetrieb Mobilität Rheinland-Pfalz                                                                           |
| Saarland               | Ministerium für Wirtschaft, Arbeit, Energie und Verkehr                           | |
| Sachsen                | Sächsisches Staatsministerium für Wirtschaft, Arbeit und Verkehr                  | Landesdirektion Sachsen                                                                                           |
| Sachsen-Anhalt         | Ministerium für Landesentwicklung und Verkehr                                     | Landesverwaltungsamt Sachsen-Anhalt                                                                               |
| Schleswig-Holstein     | Ministerium für Wirtschaft, Verkehr, Arbeit, Technologie und Tourismus            | Landesbetrieb Straßenbau und Verkehr Schleswig-Holstein                                                           |
| Thüringen              | Thüringer Ministerium für Infrastruktur und Landwirtschaft                        | Thüringer Landesverwaltungsamt                                                                                    |

## Organisationen mit Beleihung und Beauftragung
Die Beauftragung an Verbände unterliegt der Auflage, dass diese Verwaltungsdienstleistungen von der allgemeinen Tätigkeiten der Verbände zu trennen sind und auch Personen außerhalb der Verbände zur Verfügung stehen.
|              | Organisation                     | Aufgabe | Aufsichtsbehörde                     |
| ------------ | -------------------------------- | --- | ------------------------------------ |
|              | Deutsche Flugsicherung GmbH      | Flugsicherung | Bundesaufsichtsamt für Flugsicherung |
|              | Deutscher Aero Club              | Zulassung und Berechtigungen für Ultraleichtflugzeugen, Ultraleichthubschraubern, Leichte Luftsportgeräte, Sprungfallschirme und Flugmodelle | Luftfahrt-Bundesamt                  |
|              | Deutscher Ultraleichtflugverband | Zulassung und Berechtigungen für Ultraleichtflugzeugen, Ultraleichthubschraubern und Leichte Luftsportgeräte                                 | Luftfahrt-Bundesamt                  |
| Logo des DHV | Deutscher Hängegleiterverband    | Zulassung und Berechtigungen für Hängegleiter, Gleitsegeler und Leichte Luftsportgeräte                                                      | Luftfahrt-Bundesamt                  |
|              | Deutsche Fallschirmsportverband  | Zulassung und Berechtigungen für Sprungfallschirme                                                                                           | Luftfahrt-Bundesamt                  |
|              | Deutscher Modellfliegerverband   | Zulassung und Berechtigungen für Flugmodelle                                                                                                 | Luftfahrt-Bundesamt                  |

## Sonstige Behörden
Behörden und Stellen, die keine Luftfahrtbehörden sind jedoch Dienstleistungen im Rahmen der Luftverkehrsverwaltung erbringen.
|  | Organisation                                       | Aufgabe                             | Aufsichtsbehörde                                                  |
|  | -------------------------------------------------- | ----------------------------------- | ----------------------------------------------------------------- |
|  | Auswärtiges Amt                                    | Reisehinweise                       |                                                                   |
|  | Bundesnetzagentur                                  | Sprechfunkzeugnis für die Luftfahrt | Bundesministerium für Wirtschaft und Energie                      |
|  | Deutsche Emissionshandelsstelle im Umweltbundesamt | Emissionsrechtehandel               | Bundesministerium für Umwelt, Naturschutz und nukleare Sicherheit |
|  | Deutscher Wetterdienst                             | Wetterinformation für Luftfahrer    | Bundesministerium für Verkehr und digitale Infrastruktur          |